# Никола VII Зрински
Никола VII Зрински (на хърватски: Nikola VII. Zrinski; на унгарски: Zrínyi Miklós; 5 януари 1620 – 18 ноември 1664) e Бан на Хърватия (1647 – 1664), политик и поет, представител на старинния аристократичен род Зрински. Герой от австро-турската война от 1663 – 1664 г.

## Живот
Никола Зрински е роден в семейния замък Чаковец през 1620 г. Неговият баща е Юрай V Зрински, бан на Хърватия между 1622 и 1626 г., а прадядо му е героят от битката при Сигетвар Миклош Зрини. Брат на Петър Зрински.
Получава добро образование, обучава се при унгарския философ Петер Пазман, комуто вероятно дължи увлечението си по унгарската литература. Никола счита себе си за представител както на хърватската, така и на унгарската култура, и владее до съвършенство и двата езика. Освен това говори свободно още италиански, немски, латински и турски. Известна е неговата поема „Szigeti veszedelem“ („Сигетската опасност“), написана на унгарски, посветена на неговия прадядо Миклош Зрини.
След като пътешества из Италия между 1635 и 1637 г. се завръща в Хърватия и постъпва в армията. Служи на границата между Хабсбургската монархия и Османската империя и изпъква като способен военачалник. През 1645 г. взима участие в последния етап от Тридесетгодишната война като командир на австрийски войски в Моравия. Сражава се и срещу трансилванския княз Георги I Ракоци. Заради бойните си заслуги е удостоен с честта да държи меча на крал Фердинанд IV Хабсбург при неговата коронация през 1647 г. за крал на Унгария.
Във войната срещу Османската империя през 1664 г. Никола Зрински командва 17-хилядна унгарско-хърватска армия, с която предприема мощно настъпление към окупираните от турците Славония и Южна Унгария. Превзема Осиек и Печ и разрушава стратегически важния мост над река Драва, по който османската армия снабдява войската си в Унгария. Обсажда голямата турска крепост Надканижа, но е принуден да прекрати обсадата след два месеца, тъй като в помощ на обсадените турците изпращат основните си войски, а Зрински не получава подкрепа от австрийците.

Независимо от факта, че войната се развива благоприятно за Хабсбургската монархия, австрийците решават да прекратят военните действия и на 10 август 1664 г. сключват с турците мирен договор, според клаузите на който връщат на Османската империя част от току-що освободените хърватски и унгарски земи, което мнозинството хърватски и унгарски благородници считат за позор. Никола Зрински протестира официално пред императорския двор във Виена, но протестът му е игнориран. В резултат на това заедно с брат си Петър Зрински и с Фран Кръсто Франкопан започват да подготвят т.нар. Зринско-Франкопански заговор, който впоследствие ще бъде използван от император Леополд I за разправа с двете фамилии и разграбване на тяхното имущество.
Никола Зрински успява да вземе участие само в началния етап на подготвяния заговор, тъй като на 18 ноември 1664 г. загива нелепо по време на лов на глигани при село Горни Крушанец южно от замъка Чаковец. Има някои съмнения, че смъртта му е дело на виенския императорски двор, но доказателства не са открити.
Никола Зрински е погребан на 21 декември 1664 г. в семейната гробница на рода Зрински в манастира „Св. Елена“ на два километра северно от Чаковец. В памет на загиналия бан в с. Горни Крушевац е поставен обелиск, който и днес все още стои на мястото си.

## Семейство
На 17 септември 1645 г. Никола Зрински се жени за графиня Мария Еузебия Драшкович, но няколко години по-късно тя умира. Бракът им е бездетен.
На 30 април 1652 г. Никола сключва втори брак с баронеса Мария София Льобл, от която има четири деца. Две от децата им умират съвсем малки. Синът му Адам Зрински не оставя потомство.